# ناحیه کیبوکو
ناحیه کیبوکو (به لاتین: Kibuku District) یک منطقهٔ مسکونی در اوگاندا است که در استان شرقی، اوگاندا واقع شده‌است. ناحیه کیبوکو ۱۸۱٬۷۰۰ نفر جمعیت دارد.